# 4591 Bryantsev
4591 Bryantsev eller 1975 VZ är en asteroid i huvudbältet som upptäcktes den 1 november 1975 av den ryska astronomen Tamara Smirnova vid Krims astrofysiska observatorium på Krim. Den har fått sitt namn efter den sovjet-ryske skådespelaren och barnteaterregissören Aleksandr Brjantsev.
Asteroiden har en diameter på ungefär sex kilometer.